# Fernando Ariel Troyansky
Fernando Ariel Troyansky (Troyanski) (ur. 24 listopada 1977 r. w Bahía Blanca)  - argentyński piłkarz  w trakcie kariery grał na pozycji obrońcy.

## Życie prywatne
Troyansky ma za sobą także występy w takich klubach jak: Olimpo Bahía Blanca, CA Los Andes, Admira Wacker Mödling i Austria Kärnten. Zawodnik ma pochodzenie słowackie i polskie. Ma brata Franco który również jest piłkarzem.

## Sukcesy

### Austria Wiedeń
- Puchar Austrii: 2004/2005
- Mistrz Austrii: 2005/2006
- Puchar Austrii: 2005/2006
- Puchar Austrii: 2006/2007
- Puchar Austrii: 2008/2009[3]